# Triaenodes falculatus
Triaenodes falculatus är en nattsländeart som beskrevs av Douglas E. Kimmins 1956. Triaenodes falculatus ingår i släktet Triaenodes och familjen långhornssländor. Inga underarter finns listade i Catalogue of Life.